# عبد العزيز الغدير
عبد العزيز الغدير هو دبلوماسي سعودي، وكان سفيرًا للمملكة العربية السعودية لدى تركمانستان من 2001 وحتى 2009، وسفيرًا لدى باكستان من 2009 وحتى مايو 2014.

## الحياة الشخصية
ولد عبد العزيز الغدير في عام 1960/1961 في مدينة الرياض، المملكة العربية السعودية حيث تعلّم وحصل على شهادة البكالوريوس في التاريخ من جامعة الملك سعود عام 1980. تزوج ولديه ثمانية أبناء.

## الحياة الوظيفية
عمل عبد العزيز الغدير في وزارة الخارجية السعودية منذ منتصف ثمانينات القرن العشرين، عمل في السفارة السعودية في روما لمدة خمس سنوات، وشغل خلالها منصب قائم بالأعمال بالإنابة. كما كان مدير العلاقات الاقتصادية الثنائية في وزارة الخارجية السعودية، ومدير إدارة المدارس السعودية في الخارج والمدارس الأجنبية في المملكة العربية السعودية. قبل تعيينه سفيرًا للمملكة العربية السعودية لدى باكستان في عام 2009، كان الغدير قد شغل منصب سفير السعودية لدى تركمانستان لمدة ثماني سنوات في الفترة 2001-2009.

### سفير السعودية في باكستان
أدى عبد العزيز الغدير في 13 يونيو 2009 يمين القسم ليكون سفيرًا للمملكة العربية السعودية لدى باكستان. تعتبر السفارة عنصرًا مهمًا نظرًا لوجود علاقات ثنائية وثيقة للغاية بين المملكة العربية السعودية وباكستان، والتي تعتبر ذات أهمية كبيرة في كلا البلدين. بين عامي 2006 و2009، تلقت باكستان 1.52 مليون دولار كقروض ومدفوعات دعم من المملكة العربية السعودية. حركة العمال المهاجرين الباكستانيين في المملكة العربية السعودية مهمة أيضًا؛ حيث هناك حوالي 900,000  إلى مليون باكستاني يعيشون ويعملون في المملكة العربية السعودية. أثناء ولاية الغدير كسفير، وقعت كارثة فيضان 2010 في باكستان، حيث قدمت المملكة العربية السعودية مساعدات بقيمة 361.99 مليون دولار. في يناير 2011، تفاوض الغدير على تسليم المتطرفين السعوديين المطلوبين، وفي أبريل 2011، أعدمت السلطات السعودية ثلاثة باكستانيين في المملكة العربية السعودية.
بعد بضعة أيام من مقتل أسامة بن لادن في عملية كوماندوز أمريكية في أبوت آباد في 2 مايو 2011، تعرضت القنصلية السعودية العامة في كراتشي لهجوم بقنبلتين يدويتين، وفي 16 مايو 2011، تم إطلاق النار على ضابط أمن القنصلية العامة. ذكر الغدير بعد الهجوم: «لا يمكن أن يكون الشخص الذي يفعل ذلك مسلماً». يشتبه المحققون الباكستانيون في أنصار القاعدة وأنصارها المحليين وراء الهجوم.
في مايو 2014، أقامت سفارة السعودية في باكستان حفل وداع للسفير الغدير بمناسبة انتهاء فترة عمله.

## الأوسمة
- في 2010، منحته الجامعة الإسلامية في بهاولبور شهادة الدكتوراه الفخرية.[1]
- في عام 2012، منحته الحكومة الباكستانية وسام «هلال باكستان».[15]
- في عام 2014، قلد الرئيس الباكستاني عبد العزيز الغدير وسام «قائد أعظم».[1]

- في فبراير 2015، قلدت وزارة الخارجية السعودية عبد العزيز الغدير وسام الملك عبد العزيز من الدرجة الممتازة.[16]